# Gobō
Gobō (jap. 御坊市 Gobō-shi) – miasto w Japonii, w prefekturze Wakayama na wyspie Honsiu.

## Położenie
Miasto leży w środkowo-wschodniej części prefektury nad Oceanem Spokojnym. Gobō graniczy z miasteczkami Mihama, Hidaka, Hidakagawa i Inami.

## Historia
Gobō powstało 1 kwietnia 1954 z połączenia: miasteczka Gobō i wsi Yugawa, Fujita, Noguchi, Nada i Shioya.

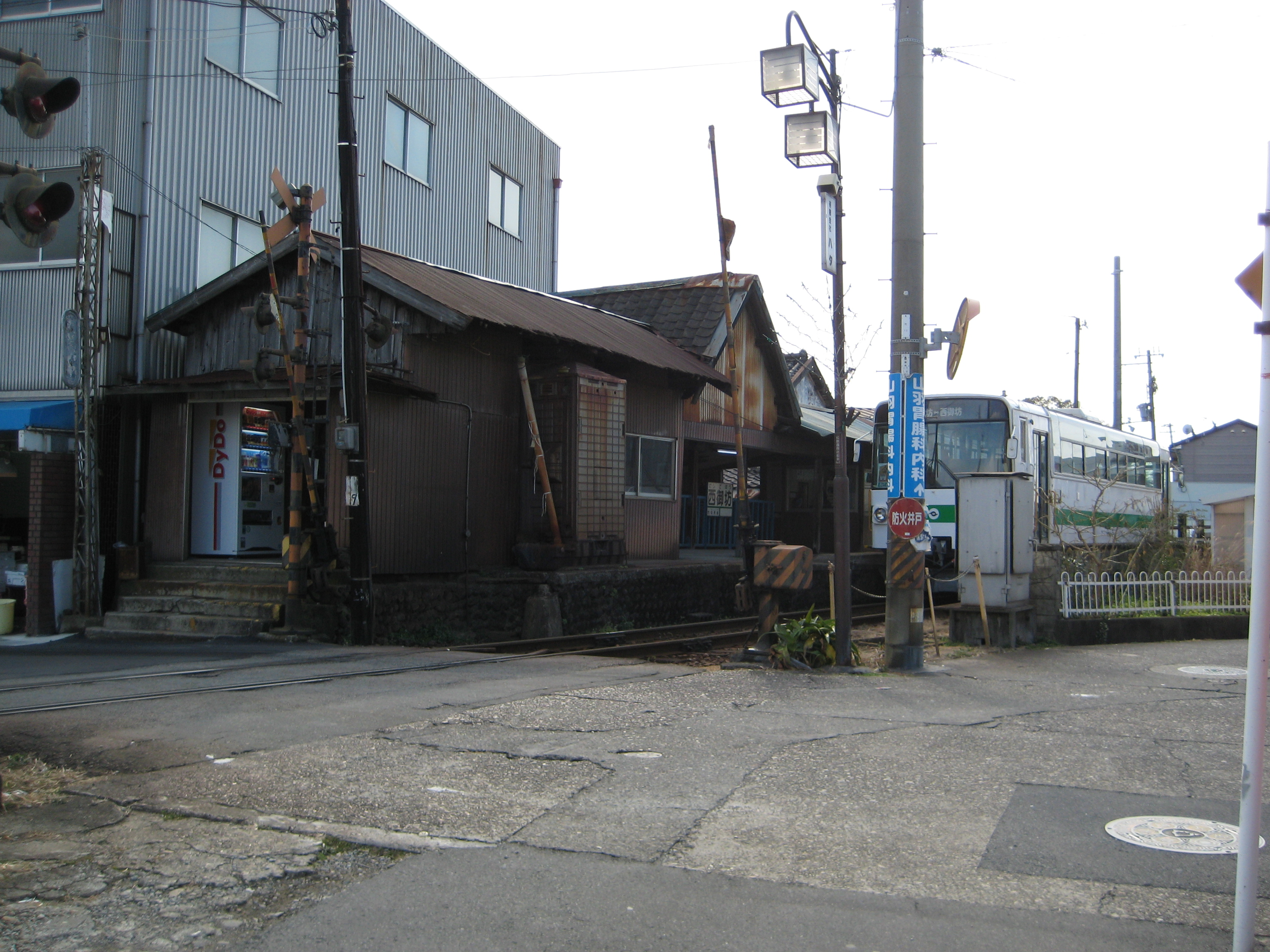